# Propios de la Misa
El propio de la misa (en latín: proprium) son las partes variables de la liturgia romana de la Iglesia católica  que cambia en cada fiesta u ocasión. Esto contrasta con el ordinario de la Misa, parte constante en todas las celebraciones. También contrasta con los comunes, esas partes del rito que son comunes a algún grupo de santos, como los apóstoles o mártires.

## Rito romano
El propio de una misa tridentina contiene cinco cantos (el Introito, el Gradual, el Aleluya o el Tracto, dependiendo de la festividad, el Ofertorio y la Comunión) y otros cinco lecturas u oraciones (la Colecta, la Epístola, el Evangelio, la Secreta y la Postcomunión. La Secuencia fue un tipo de canto muy popular desde el siglo IX, pero la mayor parte de estas secuencias fueron suprimidas durante el Concilio de Trento (siglo XVI), de modo que solo se mantuvieron en la liturgia cuatro de ellas (Victimæ paschali laudes, Veni, Sancte Spiritus, Lauda Sion Salvatorem y Dies iræ). La secuencia Stabat mater fue incorporada de nuevo a la liturgia romana en 1727. 
Los distintos números del propio de la misa siguen este orden:
- El Introito.
- La Colecta.
- La Epístola.
- El Gradual.
- El Alleluia y el Tracto (dependiendo del tiempo litúrgico).
- La Secuencia.
- El Evangelio.
- El Ofertorio.
- La Secreta.
- La Comunión.
- La Postcomunión.

## Realizaciones polifónicas del propio de la misa
Aparte de las versiones en canto llano de los textos del propio de la misa, algunos de los textos correspondientes a los cantos han sido puestos en música en numerosas ocasiones. Los graduales se encuentran entre las partes de la Misa con más realizaciones polifónicas, comenzando con los organa incluidos en los repertorios de la Escuela de San Marcial como la Escuela de Notre Dame. Por lo general, las partes cantadas por el solista (el comienzo del responsorio y el versículo) fueron las únicas partes puestas en música durante este periodo, mientras que las partes corales continuaron interpretándose en canto llano. En 1198, Odo de Sully, obispo de París, autorizó las realizaciones polifónicas de los Graduales, incluidos los famosos organa a cuatro partes de Pérotin, Sederunt principes para el día de San Esteban y Viderunt omnes para la misa de Navidad.